# PIAT
PIAT (forkortelse af engelsk Projector, Infantry, Anti Tank) var et britisk panserværnsvåben, som blev udviklet og brugt under 2. verdenskrig. PIAT blev udviklet som en konsekvens af den Britiske Hærs mangel på en håndholdt panserværnsraket, som var mere effektiv end de våben, de ellers rådede over. Den bestod af et stålrør, en udløsermekanisme og en affyringsfjeder, og den var bygget ud fra principperne bag spigot mortar-systemet; i stedet for at direkte at benytte et fremdrivningsmiddel til affyringen, trak man en fjeder op, til den var spændt. Når aftrækkeren blev aktiveret, frigjorde den fjederen, som skubbede en tap fremad og ind i bomben, hvor den antændte bombens fremdrivningsmiddel. Bomben havde en effektiv rækkevidde på ca. 90 m.
Modsat raketdrevne våben som Bazooka og Panzerfaust har PIAT ingen bagblæst, og kan affyres fra små rum. Til gengæld har den en kraftig rekyl.

### Bøger
- Bishop, Chris (2002). The Encyclopedia of Weapons of World War II: The Comprehensive Guide to Over 1,500 Weapons Systems, Including Tanks, Small Arms, Warplanes, Artillery, Ships and Submarines. Sterling Publishing Company, Inc. ISBN 1586637622.
- Bruce, George (1972). Warsaw Uprising. Harper Collins. ISBN 0246105267.
- Bull, Stephen; Dennis, Peter; Delf, Brian; Chappell, Mike; Windrow, Martin (2004). World War II Infantry Tactics. Osprey Publishing. ISBN 1841766631.
- Copp, Terry (2004). Fields Of Fire: The Canadians In Normandy. University of Toronto Press. ISBN 0802037801.
- Crowdy, Terry; Steve Noon (2007). French Resistance Fighter: France's Secret Army. Osprey. ISBN 1846030765.
- French, David (2000). Raising Churchill's Army: The British Army and the War against Germany 1919-1945. Oxford University Press. ISBN 019924630. {{cite book}}: Tjek |isbn=: length (hjælp)
- Hogg, Ian (1995). Tank Killers: Anti-Tank Warfare by Men and Machines. Pan Macmillan. ISBN 0330353160.
- Kuring, Ian (2004). Red Coats to Cams. A History of Australian Infantry 1788 to 2001. Sydney: Australian Military History Publications. ISBN 1876439998.
- Laffin, John; Chappell, Mike (1982). The Israeli Army in the Middle East Wars 1948-73. Osprey. ISBN 0850454506.
- Moreman, Tim (2006). British Commandos 1940 – 1946. Battle Orders. Dr Duncan Anderson (consultant editor). Botley: Osprey Publishing. ISBN 184176986X.
- Neillands, Robin (2002). The Battle of Normandy 1944. Cassell. ISBN 030435837. {{cite book}}: Tjek |isbn=: length (hjælp)
- Rottman, Gordon L.; Noon, Steve; Windrow, Martin (2005). World War II Infantry Anti-Tank Tactics. Osprey Publishing. ISBN 1841768421.
- Phillips, Neville Crompton (1957). Italy Volume I: The Sangro to Cassino. The Official History of New Zealand in the Second World War 1939–1945. Wellington: Historical Publications Branch.
- Weeks, John (1975). Men Against Tanks: A History of Anti-Tank Warfare. David & Charles. ISBN 0715369091.

### Tidsskrifter
- Khan, Mark (april 2009). "The PIAT". Britain at War Magazine. April 2009 (24). {{cite journal}}: |access-date= kræver at |url= også er angivet (hjælp)